# Акросомна реакція

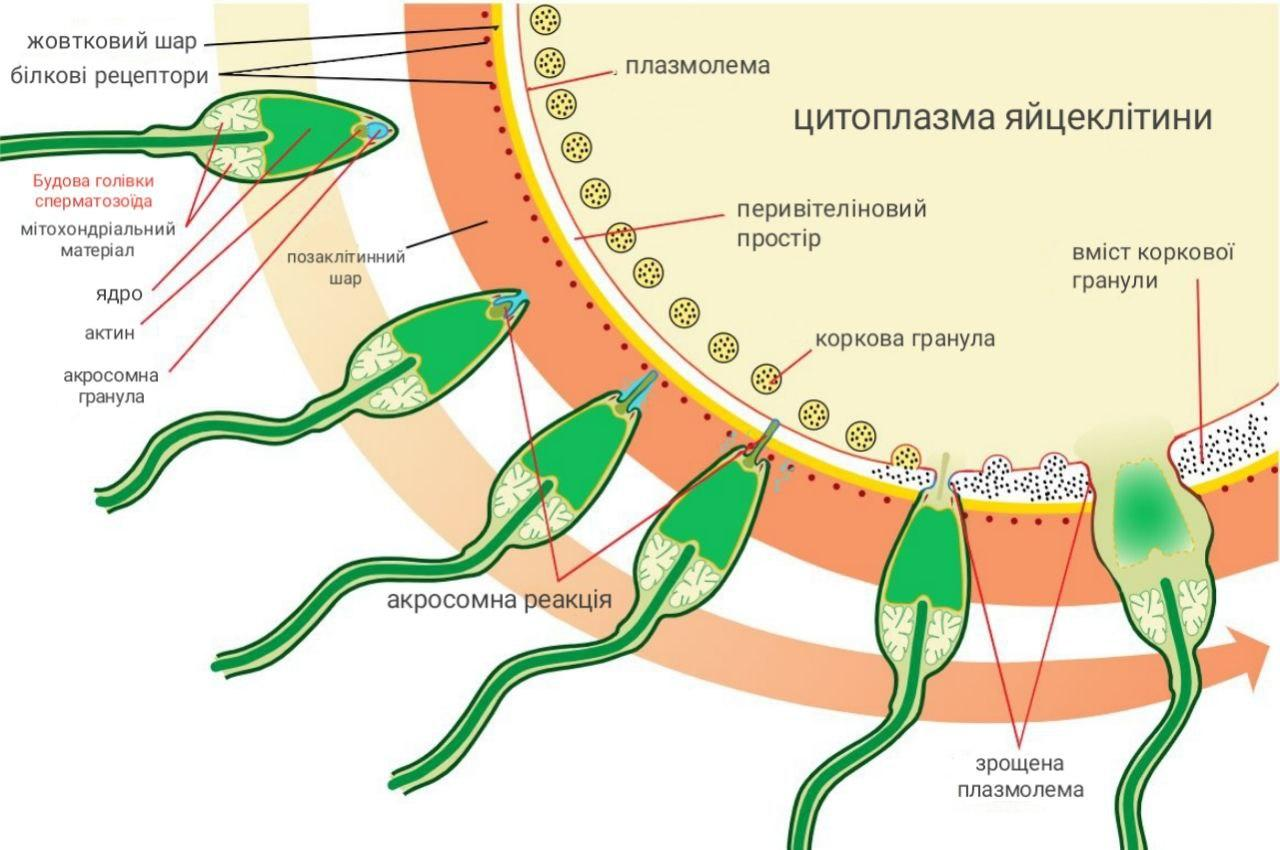
Схематичне зображення акросомної реакції на клітині морського їжака

Акросомна реакція — екзоцитоз (спосіб доставки) вмісту акросоми для локального руйнування жовтої оболонки яйцеклітини (наприклад, блискучої оболонки у ссавців і людини) й подолання сперматозоїдом цього бар'єру.